# Jim Abele
Jim Abele (Syracuse, 13 novembre 1960) è un attore statunitense.

## Filmografia

### Cinema
- Student Affairs (1987)
- Scherzi del cuore (1998)
- The Commission (2003)
- Juke Box Hero (2023)

### Televisione
- Lifestories: Families in Crisis - Serie TV, episodio 1x05 (1992)
- New York Undercover - Serie TV, episodio 2x18 (1996)
- Law & Order - I due volti della giustizia - Serie TV, episodio 7x04 (1996)
- Total Security - Serie TV, episodio 1x10 (1997)
- Caroline in the City - Serie TV, episodio 3x10 (1997)
- The Larry Sanders Show - Serie TV, episodio 6x06 (1998)
- A Wing and a Prayer (1998) - Film TV (1998)
- Oh Baby - Serie TV, episodio 1x08 (1998)
- Chicago Hope - Serie TV, episodio 5x04 (1998)
- Nash Bridges - Serie TV, episodio 4x07 (1998)
- Due poliziotti a Palm Beach - Serie TV, episodio 8x18 (1999)
- Jarod il camaleonte - Serie TV, episodio 3x17 (1999)
- Bull - Serie TV, episodio 1x18 (2000)
- Da un giorno all'altro - Serie TV, episodio 2x21 (2000)
- Model Behavior - Film TV (2000)
- The Huntress - Serie TV, episodio 1x07 (2000)
- When Billie Beat Bobby - Film TV (2001)
- Boston Public - Serie TV, episodio 1x21 (2001)
- The Agency - Serie TV, episodio 1x06 (2001)
- Taking Back Our Town - Film TV (2001)
- Providence - Serie TV, episodio 4x12 (2002)
- Six Feet Under - Serie TV, episodio 2x12 (2002)
- 24 - Serie TV, episodi 2x01 - 2x02 - 2x03 (2002)
- Giudice Amy - Serie TV, episodio 4x15 (2003)
- N.Y.P.D. - Serie TV, episodi 11x05 - 11x06 (2003)
- Angel - Serie TV, episodi 4x22 - 5x18 (2003 - 2004)
- Streghe - Serie TV, episodio 6x23 (2004)
- West Wing - Serie TV, episodio 6x03 (2004)
- Crossing Jordan - Serie TV, episodio 4x14 (2005)
- JAG - Avvocati in divisa - Serie TV, episodio 10x20 (2005)
- Blind Justice - Serie TV, episodio 1x07 (2005)
- Inconceivable - Serie TV, episodi 1x01 - 1x06 (2005)
- Big Love - Serie TV, episodio 1x03 (2006)
- Dexter - Serie TV, episodio 1x01 (2006)
- Mad Men - Serie TV, episodio 1x05 (2007)
- Cold Case - Delitti irrisolti - Serie TV, episodio 5x09 (2007)
- Women's Murder Club - Serie TV, episodio 1x09 (2007)
- Proposition 8 Trial Re-Enactment - Documentario TV (2010)
- Greek - La confraternita - Serie TV, episodio 3x18 (2010)
- Castle – serie TV, episodio 4x13 (2012)
- The Middle - Serie TV, episodio 3x17 (2012)
- Amiche Nemiche - Serie TV, episodio 1x06 (2012)
- Pretty Little Liars - Serie TV, 14 episodi (2012-2015)
- Welcome to the Family - Serie TV, episodio 1x01 (2013)
- Transparent - Serie TV, 1 episodio (2015)
- NCIS - Unità anticrimine - Serie TV, 1 episodio (2016)
- Code Black - Serie TV, 1 episodio (2016)
- Major Crimes - Serie TV, 1 episodio (2017)
- Le regole del delitto perfetto - Serie TV, 3 episodi (2017-2018)
- General Hospital - Serie TV, episodio 58x31 (2020)

## Video
- Wimps - studiosi, sfigati e porcelloni... (1986)
- Wolfpack (1988)

## Videogiochi
- L.A. Noire - Curtis Benson (voce) (2011)

## Doppiatori italiani
Nelle versioni in italiano delle opere in cui ha recitato, Jim Abele è stato doppiato da:
- Giorgio Locuratolo in Streghe, 24, Le regole del delitto perfetto
- Stefano De Sando in Jarod il camaleonte
- Saverio Indrio in Angel
- Mauro Bosco in Mad Men
- Stefano Miceli in The Middle
- Pieraldo Ferrante in Pretty Little Liars (ep. 3x07)
- Carlo Cosolo in Pretty Little Liars (st. 5-6)
- Andrea Lavagnino in NCIS - Unità anticrimine
- Sergio Lucchetti in Code Black
- Oliviero Dinelli in Major Crimes